# W. Bond (Mondkrater)
W. Bond ist ein Einschlagkrater auf dem Mond im Norden der Mondvorderseite. Er liegt zwischen Epigenes im Nordwesten und Timaeus am südwestlichen Rand. Der Rand der weiten Kraterebene ist stark eingeebnet und mehrfach durchbrochen.
| Buchstabe | Position          | Durchmesser | Link |
| --------- | ----------------- | ----------- | ---- |
| B         | 65° N, 7,48° O    | 15 km       |      |
| C         | 65,66° N, 8,24° O | 7 km        |      |
| D         | 63,57° N, 3,2° O  | 7 km        |      |
| E         | 63,85° N, 9,09° O | 25 km       |      |
| F         | 64,43° N, 9,45° O | 9 km        |      |
| G         | 63,05° N, 6,83° O | 4 km        |      |

Der Krater wurde 1935 von der IAU nach dem US-amerikanischen Astronomen William Cranch Bond benannt.

## Weblinks

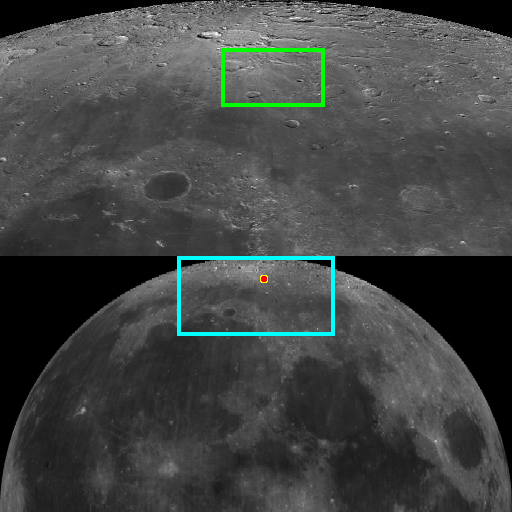
Lage von W. Bond